# 波拉萨松博县
波拉萨松博县，一译巴萨森波县，是柬埔寨磅同省下辖的一个县。
据1998年人口普查，此县共有36,983人。
“波拉萨松博”在高棉语中意思是“松博寺”。这里的古代纪念碑和和庙宇很知名。